# Saint-Hippolyte-de-Montaigu
Saint-Hippolyte-de-Montaigu – miejscowość i gmina we Francji, w regionie Oksytania, w departamencie Gard.
Według danych na rok 1990 gminę zamieszkiwało 99 osób, a gęstość zaludnienia wynosiła 24 osoby/km² (wśród 1545 gmin Langwedocji-Roussillon Saint-Hippolyte-de-Montaigu plasuje się na 803. miejscu pod względem liczby ludności, natomiast pod względem powierzchni na miejscu 1052.).